# Powiat Oleśnicki
Der Powiat Oleśnicki ist ein Powiat in der Woiwodschaft Niederschlesien in Polen mit dem Sitz in Oleśnica (Oels). Der Powiat hat eine Fläche von 1050 km², auf der rund 107.000 Einwohner leben.
Das Gebiet umfasst das Territorium der ehemaligen deutschen Landkreise Groß Wartenberg und Oels, die von 1919–1938 und 1941–1945 zur preußischen Provinz Niederschlesien gehörten.

## Gemeinden
Der Powiat umfasst acht Gemeinden, davon eine Stadtgemeinde und vier Stadt- und Landgemeinden, deren gleichnamige Hauptorte das Stadtrecht besitzen – sowie drei Landgemeinden:

### Stadtgemeinde
- Oleśnica (Oels)

### Stadt- und Landgemeinden
- Bierutów (Bernstadt an der Weide)
- Międzybórz (Neumittelwalde)
- Syców (Groß Wartenberg)
- Twardogóra (Festenberg)

### Landgemeinden
- Dobroszyce (Juliusburg)
- Dziadowa Kłoda (Kunzendorf)
- Oleśnica